# Vassili Poukirev
Vassili Vladimirovitch Poukirev (en russe : Василий Владимирович Пукирев), né dans le gouvernement de Toula en 1832 et mort à Moscou le 13 juin 1890, est un peintre et illustrateur russe.
Il est surtout connu pour avoir peint la toile Union mal assortie.

## Biographie
Vassili Poukirev étudie à l'École de peinture, de sculpture et d'architecture de Moscou. Il est d'abord principalement portraitiste, puis se tourne vers une peinture à thèmes historiques.